# Драгат
Драгат (пол. Dragatt) — литовский дворянский род герба Ольгерд.
Предок его, Николай Драгат, пожалован поместьем в 1578 году. Внесён в VI часть Дворянской родословной книги Виленской и Ковенской губерний.